# Franklinton, Louisiana
Franklinton är administrativ huvudort i Washington Parish i Louisiana. Vid 2010 års folkräkning hade Franklinton 3 857 invånare.